# Lime Street

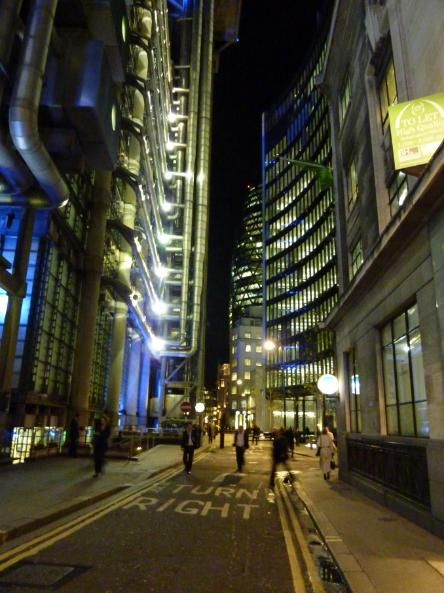
Lime Street mirando hacia el norte.

Lime Street es una calle situada en la City de Londres, entre Fenchurch Street al sur y Leadenhall Street al norte. Su nombre procede de los quemadores de cal (en inglés, lime) que antiguamente vendían aquí este material para su uso en construcción.
Es conocida por ser sede del mercado de seguros más grande del mundo, Lloyd's of London, desde que en 1986 se inauguró el Lloyd's Building en la calle. Frente a Lloyd's, el Willis Building es la sede mundial del corredor de seguros Willis. Se ha propuesto la construcción de un edificio de 35 plantas en el 52-54 Lime Street, y si se aprobara y construyera sería la sede europea de la aseguradora W. R. Berkley.
La parte norte de la calle está peatonalizada. Una barrera evita el acceso de vehículos a Leadenhall Street y obliga a los conductores a girar a la derecha hacia Fenchurch Avenue, desde donde si se gira a la izquierda hacia Billiter Street se vuelve a Leadenhall Street.
Cerca de esta calle está el famoso rascacielos 30 St Mary Axe, diseñado por Norman Foster, y el Leadenhall Building. El Leadenhall Market está en el lado oeste de Lime Street, al lado de Lloyd's.
Según los estudiosos, Charles Dickens situó la residencia de Ebenezer Scrooge en un edificio ahora demolido, situado donde el actual Lloyd's Building, en la esquina de Lime Street y Leadenhall Street.
La parte sur de la calle formó parte del recorrido de la maratón de los Juegos Olímpicos de 2012. La maratón de mujeres se realizó el cinco de agosto y la se hombres el doce de agosto.
Las estaciones de metro más cercanas son Monument y Aldgate y las estaciones de trenes más cercanas son Liverpool Street, Cannon Street y Fenchurch Street.